# Juha Nurmi
Juha Nurmi, född 25 februari 1959 i Tammerfors, är en finländsk professionell ishockeyspelare.

## Meriter
- 1980/1981 — FM-silver med Tappara
- 1981/1982 — FM-guld med Tappara
- 1984/1985 — FM-silver med TPS Åbo